# After the Music Stops
After the Music Stops è il secondo album in studio del rapper statunitense Lecrae, pubblicato nel 2006.

## Tracce
1. After the Music Stops – 4:06
2. Jesus Muzik (featuring Trip Lee) – 4:46
3. I Did It For You (featuring Diamone) – 4:53
4. The Truth – 4:19
5. Run – 3:52
6. Send Me – 4:56
7. It's Your World (featuring Redeemed Thought and Sho Baraka) – 4:10
8. Grateful (featuring J.R.) – 3:30
9. King Intro – 0:54
10. The King (featuring FLAME) – 3:34
11. Invisible (featuring Diamone) – 4:17
12. Get Low – 2:50
13. Prayin For You – 3:29
14. Nobody (featuring Cam) – 4:32
15. Death Story – 3:49
16. Unashamed (featuring Tedashii) – 3:34
17. El Shaddai (performed by Kam Parker) – 4:26
18. Jump (bonus track) – 3:21